# Touget
Touget – miejscowość i gmina we Francji, w regionie Oksytania, w departamencie Gers.
Według danych na rok 1990 gminę zamieszkiwały 312 osoby, a gęstość zaludnienia wynosiła 18 osób/km² (wśród 3020 gmin regionu Midi-Pyrénées Touget plasuje się na 755. miejscu pod względem liczby ludności, natomiast pod względem powierzchni na miejscu 659.).